# بری دان
بری دان (انگلیسی: Barry Dunn؛ زادهٔ ۱۵ فوریهٔ ۱۹۵۲) بازیکن فوتبال اهل بریتانیا است.
از باشگاه‌هایی که در آن بازی کرده‌است می‌توان به باشگاه فوتبال پرستون نورث اند، باشگاه فوتبال ساندرلند، و باشگاه فوتبال دارلینگتون اشاره کرد.